# Wkład oszczędnościowy
Wkład oszczędnościowy – rodzaj depozytu bankowego zakładanego przez osoby fizyczne, który wiąże się z określonymi przywilejami w zakresie postępowania egzekucyjnego oraz wypłat na wypadek śmierci osoby deponującej środki. Może przyjmować formę rachunku oszczędnościowego, rachunku oszczędnościowo-rozliczeniowego lub rachunku terminowej lokaty oszczędnościowej. Oprócz osób fizycznych, wkłady oszczędnościowe mogą być również zakładane przez szkolne kasy oszczędnościowe bądź pracownicze kasy zapomogowo-pożyczkowe. 
Przywileje w zakresie postępowania egzekucyjnego polegają na tym, że wkłady oszczędnościowe są wolne od zajęć komorniczych do wysokości 3-krotności przeciętnego wynagrodzenia miesięcznego w sektorze przedsiębiorstw. Posiadacz wkładu oszczędnościowego może nim zadysponować na wypadek swej śmierci. Bank ma obowiązek pokrycia ze środków zgromadzonych na rachunku wkładu oszczędnościowego kosztów pogrzebu posiadacza wkładu oraz zwrotu nienależnie wypłaconych mu świadczeń z tytułu ubezpieczeń społecznych.